# Szpital Dziecięcy im. prof. dr. med. Jana Bogdanowicza w Warszawie
Szpital Dziecięcy im. prof. dr. med. Jana Bogdanowicza – szpital dziecięcy w Warszawie znajdujący się przy ul. Niekłańskiej 4/24, w dzielnicy Praga-Południe.

## Opis
Szpital został zaprojektowany przez hiszpańskiego architekta Manuela Sancheza Arcasa. Budynek został oddany do użytku w kwietniu 1959. Jest to pierwszy szpital dziecięcy powstały w Warszawie po II wojnie światowej. Od 2006 posiada certyfikat ISO 9001.
Szpital świadczy usługi medyczne poprzez: hospitalizację (255 łóżek etatowych), leczenie w poradniach specjalistycznych (15 poradni specjalistycznych), leczenie w SOR (5 łóżek) oraz diagnozowanie w jednostkach diagnostycznych szpitala. W placówce działa również Izba Przyjęć dla przyjęć planowych, blok operacyjny, apteka zakładowa oraz centralna sterylizacja.

## Oddziały
- Oddział Chirurgii Ogólnej
- Oddział Chirurgii Urazowo-Ortopedycznej
- Oddział Neurochirurgiczny
- Oddział Neurologiczny
- Oddział Okulistyczny
- Oddział Otolaryngologii
- Oddział Patologii Noworodka i Niemowlęcia
- Oddział Pediatryczny
- Zakład Rehabilitacji
- Dział Anestezjologii i Intensywnej Terapii
- Oddział Alergologiczny

## Zakłady
- Zakład Diagnostyki Obrazowej
- Zakład Diagnostyki Laboratoryjnej

## Przychodnia
W przychodni działają poradnie:
- alergologiczna
- endokrynologiczna
- laryngologiczna
- logopedyczna
- neurochirugiczna
- neurologiczna
- okulistyczna
- leczenia zeza
- urazowo-ortopedyczna
- wad postawy
- chirurgiczna
- preluksacyjna
- kardiologiczna
- psychosomatyczna

## Wyróżnienia
- Odznaka Honorowa „Zasłużony dla Mazowsza”[2]